# Alfred Marie-Jeanne
Alfred Marie-Jeanne (ur. 15 listopada 1936 w Rivière-Pilote) – francuski i martynikański polityk, przewodniczący rady regionalnej i wykonawczej Martyniki, deputowany.

## Życiorys
Ukończył studia ekonomiczne na Université des Antilles et de la Guyane. Pracował m.in. jako nauczyciel.
W 1971 objął urząd mera Rivière-Pilote, stanowisko to zajmował nieprzerwanie do 2000. Był radnym departamentu, a od 1990 do 2010 zasiadał w radzie regionalnej Martyniki. W 1992 został wiceprzewodniczącym rady, a od 1998 do 2010 kierował administracją terytorialną na Martynice jako przewodniczący rady regionalnej. W 2015 został wybrany na przewodniczącego nowo utworzonej rady wykonawczej. Sprawował ten urząd do 2021, gdy jego ugrupowanie przegrało kolejne wybory regionalne; został wówczas ponownie wybrany na radnego regionu.
W 1978 stanął na czele regionalnej partii pod nazwą Ruch na rzecz Niepodległości Martyniki. W 1997, 2002, 2007 i 2012 uzyskiwał mandat posła do Zgromadzenia Narodowego, który wykonywał do 2017. W parlamencie współpracował z frakcjami tworzonymi głównie przez komunistów.